# Windsor (Ontario)
Windsor je nejjižnější kanadské město. Nachází se v jihovýchodní provincii Ontario. Leží na břehu řeky Detroit a Jezera svaté Kláry. S městem Detroit na americké straně řeky ho spojuje most Ambassador Bridge a dálniční a železniční tunel. Město má přezdívku "City of Roses" (město růží).

## Dějiny
Město bylo založeno v roce 1749 Francouzi pod názvem Petite Côte (malá strana). Francouzská historie je doposud přítomná v názvech některých městských ulic. V roce 1858 byl Windsoru udělen status města (town). V letech 1935 a 1966 byly k městu připojeny další obce. V roce 1960 při výbuchu plynového potrubí v centru města zahynulo deset osob.
V roce 1892 při rozhodování o novém názvu města byly navrženy čtyři alternativy: South Detroit, Ferry, Richmond a Windsor. Název Richmond byl jedním z nejpopulárnějších. Název Windsor byl vybrán na počest zámku Windsor v anglickém hrabství Berkshire.

## Ekonomika
Windsor je jedním z center kanadského automobilového průmyslu. Ford ve městě provozuje dvě motorárny a Chrysler tu montuje minivany. Existuje zde spousta menších firem, subdodavatelů velkých automobilek. Ve Windsoru sídlí hlavní pobočka Chrysleru pro celou Kanadu. Významnými zaměstnavateli jsou taky univerzity University of Windsor a St. Clair College.

## Slavní rodáci
- David H. Hubel (1926–2013), kanadský neurofyziolog, držitel Nobelovy ceny za fyziologii a lékařství za rok 1981
- Garth Hudson (* 1937), kanadský multiinstrumentalista
- Paul Martin (* 1938), kanadský politik, premiér Kanady v letech 2003–2006
- Cathy Priestnerová (* 1956), bývalá kanadská rychlobruslařka, stříbrná medailistka ze ZOH 1976
- Shania Twain (* 1965), kanadská country a popová zpěvačka
- Keegan Connor Tracy (* 1971), kanadská herečka
- Katie Findlay (* 1990), kanadská herečka
- Kylie Masseová (* 1996), kanadská plavkyně, znakařská specialistka, několikanásobná mistryně světa a olympijská medailistka
- Aaron Ekblad (* 1996), kanadský hokejový obránce
- Sophie Nélisse (* 2000), kanadská herečka